# Dušanbe
Dušanbe (Душанбе) je glavni grad Tadžikistana. Ime je dobio po tadžikistanskoj riječi za ponedjeljak zbog toga što je bio popularno sajmišno trgovačko mjesto ponedjeljkom. Dušanbe je mlad grad (osnovan 1925). Između 1929. i 1961. se zvao Staljinabad prema sovjetskom vođi Josifu Staljinu.

## Povijest
Do 1920. je na prostoru grada bilo samo malo selo. 1920. je tamo pobjegao zadnji emir iz Emirata Buhara koji su zauzeli boljševici. Crvena armija je taj prostor zauzela 1921. 1925. je stvorena Tadžikistanska ASSR koja je od 1929. posebna republika unutar SSSR-a. Grad Dušanbe je stvoren 1925. kao glavni grad nove republike. 1929. je nazvan Staljinabad. Sovjetska vlast je provela ubrzanu industrijalizaciju i stvara se tekstilna industrija (na osnovi pamuka koji se uzgaja u okolici). U novi grad je vlast naselila ljude iz svih dijelova SSSR-a. Mnogo Tadžika se naselilo u gradu jer su otišli iz Buhare i Samarkanda koji su pripali Uzbečkoj SSR. Zbog toga Tadžici ipak čine većinu u gradu. U gradu je osnovano sveučilište i Tadžikistanska akademija znanosti.
Grad se razvijao pod sovjetskom vlašću i građene su mnoge zgrade u tradicionalnom sovjetskom stilu. 1961. je zbog politike destaljinizacije koju je provodio predsjednik Nikita Hruščov vraćeno ime Dušanbe. 1990. su izbili masovni prosvjedi protiv namjere vlasti da u Tadžikistan preseli nekoliko desetaka tisuća Armenaca.
1991. je srušena komunistička vlast i SSSR se raspao. Tadžikistan je postao neovisna država. Uskoro je izbio građanski rat između vlasti i pojedinih plemena. Grad je u ratu pretrpio značajna oštećenja. Rat je završen 1997. i nakon toga dolazi do obnove i jačeg gospodarskog razvoja grada koji postaje gospodarski i kulturni centar.

## Zemljopis
Dušanbe je smješten u zapadnom dijelu Tadžikistana u dolini Gissar okruženoj planinama. Nadmorska visina je 800 m. Kroz grad teče rijeka Dušanbinka. Na njoj postoji umjetno jezero. Sjeverno od grada je Varzobska dolina.
Klima je kontinentalna s malo padalina. Padalina ipak ima više nego u drugim glavnim gradovima srednje Azije, posebno zimi. Ljeti se javlja suša. Zime nisu pretjerano hladne zbog toga što planine štite grad od utjecaja iz Sibira.

## Gospodarstvo
U blizini grada su značajna rudna nalazišta ugljena, olova i arsena. Dušanbe je vodeće središte tekstilne industrije na osnovi pamuka koji se uzgaja u okolici. Dušanbe također proizvodi svilu, strojeve, električne uređaje, odjeću, kožnu galanteriju, traktorske dijelove i namirnice. Danas se razvija i moderna telekomunikacijsksa industrija. U blizini je najviša svjetska brana Rogun koja proizvodi mnogo električne energije. U izgradnji je još viša brana Nurek.

## Znamenitosti
Turizam je Dušanbeu razvijeniji nego u većini glavnih gradova Srednje Azije. Grad se orijentira na razvoj ekološkog turizma. Većina zgrada je građena u tradicionalnom sovjetskom stilu gradnje. Najvažnije znamenitosti su Nacionalni muzej i Palača Vahdat. U novije vrijeme se postavljaju spomenici koji slave perzijsku prošlost Tadžikistana. Najvažniji spomenik je 30 m visok slavoluk Ismaila Samanija.